# Benoit Claude
Benoit Claude, né le 3 janvier 1977 à Maisons-Alfort, est un joueur français de basket-ball. Il mesure 1,98 m.

## Biographie
Né à Maisons-Alfort. Papa d'une petite Jade. Il vit actuellement en Saône-et-loire. Il est actuellement l'entraîneur de l'équipe 1 de l'AL Nuits-Saint-Georges qui évolue dans le championnat masculin de basket-ball en Pré-national Bourgogne.

## Clubs successifs

### Joueur
- 1994-1997 :  Chalon-sur-Saône (Pro B puis Pro A)
- 1997-1998 :  Curgy (Nationale 3)
- 1998-2002 :  Autun (Nationale 2 puis Nationale 1)
- 2002-2003 :  Vitré (Nationale 2)
- 2003-2006 :  Quimper (Nationale 1 puis Pro B)
- 2006-2007 :  Vitré (Nationale 2)
- 2007-2008 :  Autun (Nationale 2)[1]

### Entraîneur
- 2008-2009 :  Curgy (Pré-nationale)
- 2009-2012 :  Curgy basket (NM3)
- 2012-2017 :  Bligny-les-Beaune basket club (Pré-national)
- 2018-2019 :   AL Nuits-Saint-Georges (Pré-national)
- 2019- 2021 :   AL Nuits-Saint-Georges (NM3)
- 2022-          :   ELAN CHALON (Pré-national)

## Palmarès

### Joueur
- Champion de France de Nationale 1 en 2004
- Sélection au All-Star Game de Nationale 1 de la saison 2003/2004
- Montée de Pro B en Pro A avec Chalon-sur-Saône
- Montée de NM3 en NM2 avec Curgy basket
- Montée de NM2 en NM1 avec Autun
- Montée de NM1 en Pro B avec UJAP Quimper

### Entraîneur
- Montée de Prénationnal en NM3 avec Curgy basket
- Montée de Prénationnal en NM3 avec AL nuits saint Georges
- Coach All stars game de Bourgogne Franche-Comté
- Vainqueur de la Coupe de Bourgogne Franche-Comté
- Champion de Bourgogne Pré-Nationale